# 242516 Lindseystirling
242516 Lindseystirling è un asteroide della fascia principale. Scoperto nel 2005, presenta un'orbita caratterizzata da un semiasse maggiore pari a 2,7182561 au e da un'eccentricità di 0,0534720, inclinata di 3,67013° rispetto all'eclittica.
L'asteroide è dedicato alla violinista statunitense Lindsey Stirling.